# Mārtiņš Dambergs
Mārtiņš Dambergs (* 1988) ist ein lettischer Rechtsanwalt und Sportfunktionär. Seit 2018 ist er Vizepräsident für Rechtsfragen der International Bobsleigh & Skeleton Federation.

## Leben
Dambergs studierte von 2007 bis 2012 Rechtswissenschaften an der Universität Lettlands. Seit 2013 ist er Rechtsanwalt mit eigener Anwaltskanzlei in Riga, spezialisiert auf Schiedsgerichtsbarkeit in Lettland. Dambergs ist Dozent für internationale Schiedsgerichtsbarkeit und internationales Privatrecht an der Riga Graduate School of Law, 2015 promovierte er an der Universität Lettlands. Für den Lettischen Bob- und Skeletonverband fungierte er von Mai 2015 bis Januar 2019 als Chefsyndikus, seit 2017 ist er zudem Mitglied des Rechtsausschusses des Latvijas Olimpiskā Komiteja. Im Juni 2018 wurde er beim Jahreskongress der International Bobsleigh & Skeleton Federation in Rom zum Vizepräsidenten für Rechtsfragen des Bob- und Skeletonweltverbandes gewählt. Bei der Wahl setzte er sich deutlich gegen seinen neuseeländischen Amtsvorgänger Ben Sandford durch. Seit März 2019 ist er Vizepräsident und Vorsitzender des Rechtsausschusses der International Federation for Sports Officials.